# Ivar Rooth
Ivar Rooth (n. 2 noiembrie 1888 – d. 27 februarie 1972) a fost un economist și un avocat suedez. Între anii 1951 și 1956, el a fost directorul general al Fondului Monetar Internațional, fiind a doua persoană care a îndeplinit această funcție de conducere.